# まんが甲子園

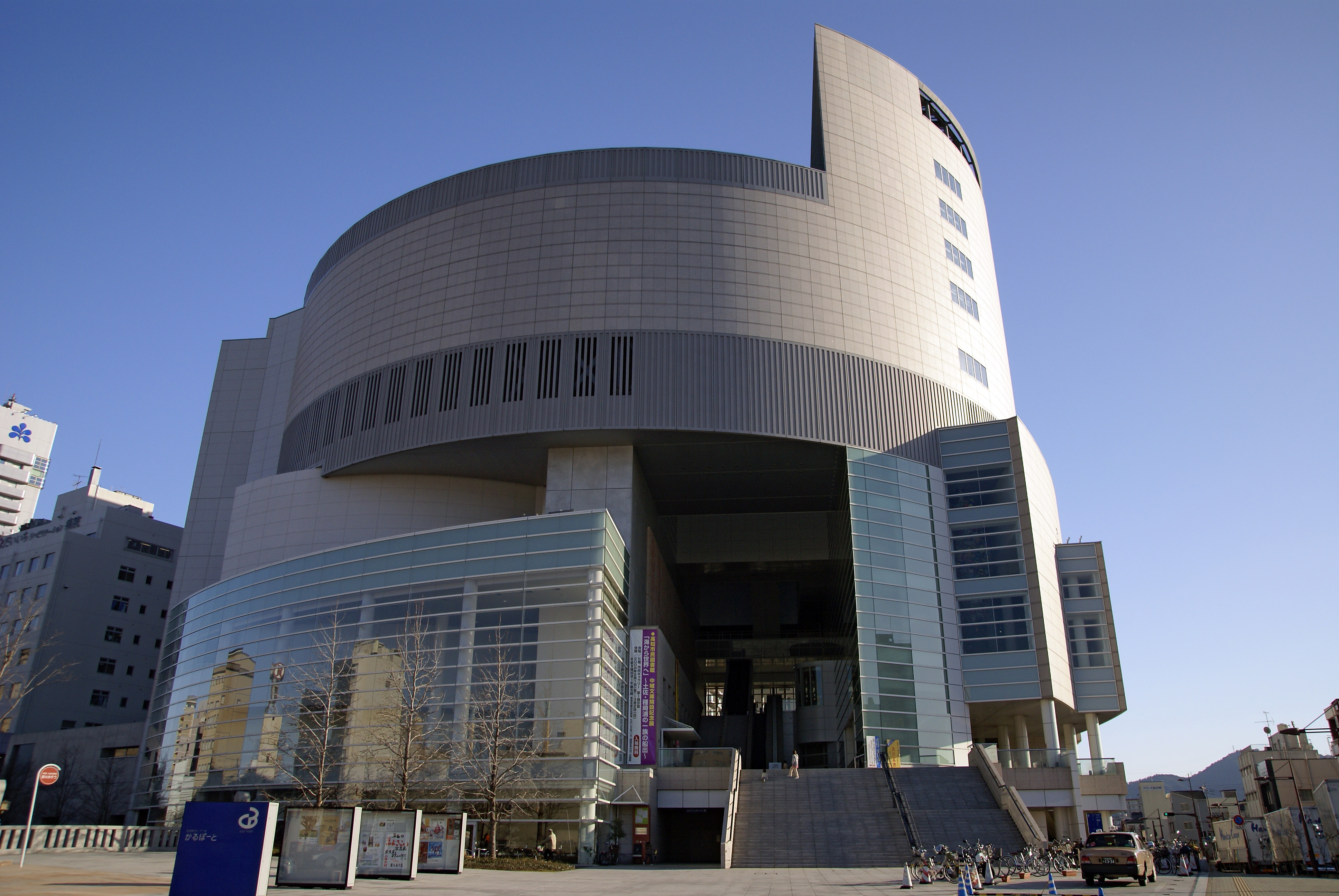
まんが甲子園のメイン会場である高知市文化プラザかるぽーと

まんが甲子園（まんがこうしえん）とは高知県などが主催する、高校生（ただし、高等専門学校は3年生まで、中等教育学校は後期課程在籍、特別支援学校は高等部在籍のみ参加可能）を対象とした全国規模の漫画コンクールである。毎年8月に、高知市で開催されている。
正式名称は「全国高等学校漫画選手権大会〜まんが甲子園〜」。本項では一般的な呼称である「まんが甲子園」として記述する。

## 概要
1992年より、全国の高校漫画サークル日本一を決定する大会として開催されている。2020年は中止
主催は、高知県、まんが王国・土佐推進協議会。共催は、高知県高等学校文化連盟。会場は2001年までは高知ぢばさんセンターで以降はかるぽーと及びその周辺。
高知県出身の漫画家は、JET・中平正彦・西原理恵子・山田章博・横山隆一（以上5名は高知市出身）・はらたいら・やなせたかし・青柳裕介（以上香美市出身）・黒鉄ヒロシ（佐川町出身）・徳弘正也（大豊町出身）・弓月光（いの町出身）・窪之内英策など数多いことから、高知市や県にとって漫画は貴重な文化資源と考え、市民にも漫画に親しんでもらうことと、地域振興などの目的で行われている。
参加は、学校単位1チーム3 - 5名（2007年までは、1チーム5名だった）となり、テーマに基づいた作品を大会事務局（高知県庁内に設置）に送付する。予選審査で本選出場校30校を決定する（都道府県によっては予備審査を実施する場合あり）。
1日目は、当日に発表される統一のテーマに基づいて一定時間内で作品を描き、審査を行う。ここで決勝出場校15校が選ばれる。残り15校については敗者復活戦として、翌日の朝までに再度描いた作品（ただし、宿舎の部屋を画材等で汚してはいけない）で審査が行われ、5校が復活。計20校が決勝出場となる。2日目の決勝戦は新たなテーマが出題され、一定時間内に作品を描き、審査によって入賞校を決定する。
ブースは初日は30小間、2日目は20小間となっており1小間あたり大会事務局からイラストボード・画筆・筆洗・パレット・アクリルガッシュ・3人〜5人分の水とスポーツドリンクが配備される。また各校の漫画サークルで使用している画材・パソコン（グラフィックソフトインストール済み）とペンタブレットとプリンターを持参しても会場内にある画材物販ブースで調達してもよい。
協賛スポンサーは公式ディスプレーモニターとして三菱電機・公式エアラインとしてANA・公式ドリンクとしてダイドードリンコ・公式画材としてアイシー・公式ペンタブレットとしてワコム・公式グラフィックソフトとしてセルシス・公式メディアパートナーとして放送部門にBSフジ（ジャパコンTV名義）、動画配信部門にニコニコ（ニコニコ生放送名義）・公式オンラインコミックサイト兼コミックアプリとしてNHN comico・公式電子書店としてeBookJapanが名を連ねていて、このうち三菱電機・ANA・アイシー・BSフジ・NHN comico・eBookJapanの6社はスポンサー賞を用意している。
関連イベントとして声優トークショーやアニソン歌手によるライブや漫画業界に関するシンポジウムや大手出版社などによる出張編集部の設置やまんが大喜利大会や漫画家によるライブドローイングや事前予約制のワークショップを開催している（第23回大会では出張編集部以外のイベントは平成26年8月豪雨に伴う避難所設置により中止となった）。
世界各国にも門戸を開いており、2017年に韓国の全南芸術高校が優勝したときは「アニメの本場、日本の鼻をへし折った韓国の高校生5人組」と韓国の中央日報で報じられるほどの知名度がある。
2023年より、敗者復活戦が廃止となり第一次競技・第二次競技からそれぞれノミネート作品10点を選出し、合計20作品の中から上位入賞作品が選ばれることになった。（帯屋町賞・高知県高等学校文化連盟会長賞・高知県市町村振興協会賞・全日空賞・三菱電機賞・まんが王国土佐推進協議会会長賞・審査員長賞・第3位・第2位・最優秀賞）※ebookjapan賞・やなせたかし賞・ゲスト審査員賞は、第一次競技・第二次競技全作品の中から選出。
2025年より、株式会社KADOKAWAによる、まんが甲子園コンテスト【まんが甲子園タテスクver】が開催。

## テーマ
| 回 | 予選                                    | 本選第1回戦                    | 敗者復活戦            | 本選第2回戦              |
| -- | --------------------------------------- | ------------------------------ | --------------------- | ------------------------ |
| 1  | まんがで地球は救えるのか？ 未来の高校生 | 海                             | 土佐                  | 一番の日                 |
| 2  | 日本という国 新エネルギー               | リニューアル                   | 漂流                  | 家族                     |
| 3  | 理想の生活 黒潮                         | 大発見                         | ウォッチング          | 新・いなか               |
| 4  | お手本 リリーフ                         | 出会い                         | おせっかい            | ニューメディア           |
| 5  | 国際化 次の一手                         | ライバル                       | 勘違い                | ルーツ                   |
| 6  | これだけは言わせて 危機管理             | 旅                             | ボランティア          | 携帯○○                   |
| 7  | 達人 ルール                             | クローン                       | 再利用                | 教育                     |
| 8  | 賞味期限 大予言                         | スーパールーキー               | リセット              | 老人力                   |
| 9  | エコビジネス あっ！                     | 掛け橋                         | ｉｆもしも            | １７歳                   |
| 10 | 元気の素 ＤＮＡ                         | 裏表                           | １００年後            | 伝統                     |
| 11 | もったいない 就職                       | ゆとり学習                     | 明日があるさ          | 本音                     |
| 12 | なんでだろう 約束                       | スローライフ                   | やっぱり              | オンリーワン             |
| 13 | へぇ～ 安心                             | 潜在能力                       | ごめん                | ＢＵＳＨＩＤＯ（武士道） |
| 14 | ありがとう 個人情報                     | サポーター                     | 出世                  | 本物                     |
| 15 | わたしの宝物 パートナー                 | 学校の〇〇                     | 一国一城の主          | 秋葉原                   |
| 16 | 地産地消 （笑）                         | 〇〇王子                       | 行列のできる商店街    | 世代交代                 |
| 17 | コラボ 居場所 かっぱ                    | まんが遺産                     | ＣＨＡＮＧＥ          | 偽装                     |
| 18 | プロフェッショナル 特効薬               | ♡                              | えん罪                | 絶滅危惧種               |
| 19 | 〇〇無料化 ３Ｄ                         | 正義の味方                     | おかえりなさい        | あしたの〇〇             |
| 20 | 〇〇の神様 ２０年                       | 最強発電術                     | 一番の日              | 第１００回まんが甲子園   |
| 21 | アプリ 新名所                           | アイドル                       | 非常用〇〇            | まんが県                 |
| 22 | ３本の〇〇 海底資源                     | 〇〇家                         | 今でしょ！            | もっといい色のメダル     |
| 23 | 万能細胞 ８％                           | ＬＥＧＥＮＤ                   | ☆                     | 拡大解釈                 |
| 24 | ありのままで ハラスメント               | ウェアラブル                   | 女子力男子            | スター                   |
| 25 | 情報流出 〇〇ロス                       | ♪                              | １８歳〇〇権          | 新元素発見！             |
| 26 | 〇〇ファースト 二刀流                   | 維新                           | 光輝高齢              | １２３                   |
| 27 | フェイクニュース 仮想〇〇               | ＡＩ                           | ラスボス              | 永久機関                 |
| 28 | スーパーボランティア 自動運転           | よろこんでやらせていただきます | 〇スポーツ            | 元年                     |
| 29 | 新型コロナにより中止                    |                                |                       |                          |
| 30 | リバウンド 在宅〇〇                     | アナザーオリンピック           | ※オンラインにより中止 | ３０度目の正直           |
| 31 | 宇宙ゴミ ∞                              | 影                             | バタフライエフェクト  | やさしい世界             |
| 回 | 予選                                    | 本選第1回戦                    | 本選第2回戦           |                          |
| 32 | 異次元の〇〇 ナゾ                       | どんでん返し                   | 新ルール              |                          |
| 33 | 脱出 サブスク                           | バディ                         | 白                    |                          |
| 34 | カスタマイズ 校則                       | Ａ                             | カモフラージュ        |                          |

※2023年より新ルールが適用され、敗者復活戦が廃止。

## 歴代の記録
| 回         | 開催期間           | 最優秀賞                 | 第2位                      | 第3位                        | 三菱電機賞             | 全日空賞                   | やなせたかし賞           | eBookJapan賞                 |
| ---------- | ------------------ | ------------------------ | -------------------------- | ---------------------------- | ---------------------- | -------------------------- | ------------------------ | ---------------------------- |
| 1          | 1992年8月12 - 13日 | 初芝（大阪府）           | 芸短附緑丘（大分県）       | 福岡西陵（福岡県）           | （賞制定前につき無し） | （賞制定前につき無し）     | （不明）                 | （賞制定前につき無し）       |
| 2          | 1993年8月12 - 13日 | 岡豊（高知県）           | 浦和学院（埼玉県）         | 福山誠之館（広島県）         | 木本（三重県）         | （賞制定前につき無し）     | （不明）                 | （賞制定前につき無し）       |
| 3          | 1994年8月12 - 13日 | 小倉東（福岡県）         | 桐生女高（群馬県）         | 花咲徳栄（埼玉県）           | 興南（沖縄県）         | （賞制定前につき無し）     | （不明）                 | （賞制定前につき無し）       |
| 4          | 1995年7月29 - 30日 | 上田（長野県）           | 神戸女商（兵庫県）         | 大教大池田（大阪府）         | 津（三重県）           | （賞制定前につき無し）     | （不明）                 | （賞制定前につき無し）       |
| 5          | 1996年8月3 - 4日   | 栃木（栃木県）           | 岡豊（高知県）             | 札幌高専（北海道）           | 佐川（高知県）         | （賞制定前につき無し）     | （不明）                 | （賞制定前につき無し）       |
| 6          | 1997年8月2 - 3日   | 昭和薬大附（沖縄県）     | 高岡（高知県）             | 名古屋西（愛知県）           | 芸術（東京都）         | （賞制定前につき無し）     | （不明）                 | （賞制定前につき無し）       |
| 7          | 1998年8月8 - 10日  | 芸術（東京都）           | 梼原（高知県）             | 留萌（北海道）               | 北広島（北海道）       | （賞制定前につき無し）     | （不明）                 | （賞制定前につき無し）       |
| 8          | 1999年8月8 - 9日   | 高岡（高知県）           | 花咲徳栄（埼玉県）         | 芸術（東京都）               | 浜田商（島根県）       | （賞制定前につき無し）     | （不明）                 | （賞制定前につき無し）       |
| 9          | 2000年8月8 - 9日   | 松橋（熊本県）           | 箕面自由学園（大阪府）     | 松江北（島根県）             | 宮城第一（宮城県）     | （賞制定前につき無し）     | （不明）                 | （賞制定前につき無し）       |
| 10         | 2001年8月8 - 9日   | 東北（宮城県）           | 聖徳大附（千葉県）         | 高崎東（群馬県）             | 富山第一（富山県）     | （賞制定前につき無し）     | （不明）                 | （賞制定前につき無し）       |
| 11         | 2002年8月8 - 9日   | 栃木（栃木県）           | 札幌南（北海道）           | 宮崎商（宮崎県）             | 汲沢（神奈川県）       | 大阪電通大付（大阪府）     | （不明）                 | （賞制定前につき無し）       |
| 12         | 2003年8月7 - 8日   | 高崎東（群馬県）         | 花咲徳栄（埼玉県）         | 飯野（三重県）               | 北大和（奈良県）       | 芸短付緑丘（大分県）       | （不明）                 | （賞制定前につき無し）       |
| 13         | 2004年8月7 - 8日   | 西南学院（福岡県）       | 東北（宮城県）             | 札幌南（北海道）             | 武田（広島県）         | 有田工（佐賀県）           | （不明）                 | （賞制定前につき無し）       |
| 14         | 2005年8月6 - 7日   | 高岡工芸（富山県）       | 順天（東京都）             | 熊本中央（熊本県）           | 広島商（広島県）       | 富山第一（富山県）         | （不明）                 | （賞制定前につき無し）       |
| 15         | 2006年8月5 - 6日   | 那覇工（沖縄県）         | 開邦（沖縄県）             | 栃木（栃木県）               | 明和（愛知県）         | 京都芸術（京都府）         | （不明）                 | （賞制定前につき無し）       |
| 16         | 2007年8月4 - 5日   | 志貴野（富山県）         | 桐ヶ丘（東京都）           | 宇都宮東（栃木県）           | 岡豊（高知県）         | 香寺（兵庫県）             | （不明）                 | （賞制定前につき無し）       |
| 17         | 2008年8月2 - 3日   | 多治見西（岐阜県）       | 岡豊（高知県）             | 高崎東（群馬県）             | 武田（広島県）         | 松原（大阪府）             | （不明）                 | （賞制定前につき無し）       |
| 18         | 2009年8月1 - 2日   | 伊東城ケ崎（静岡県）     | 室戸（高知県）             | 希望ヶ丘（神奈川県）         | 聖徳大付（千葉県）     | 那覇工（沖縄県）           | （不明）                 | （賞制定前につき無し）       |
| 19         | 2010年8月7 - 8日   | 豊明（愛知県）           | 希望ヶ丘（神奈川県）       | 栃木女子（栃木県）           | 創価（東京都）         | 京都芸術（京都府）         | （不明）                 | （賞制定前につき無し）       |
| 20         | 2011年8月6 - 7日   | 栃木女子（栃木県）       | 伊東（静岡県）             | 国本女（東京都）             | 厚木清南（神奈川県）   | 熊本第一（熊本県）         | （不明）                 | （賞制定前につき無し）       |
| 21         | 2012年8月4 - 5日   | 九産大九州（福岡県）     | 栃木女子（栃木県）         | 城南（福岡県）               | 希望ヶ丘（神奈川県）   | 松山東（愛媛県）           | （不明）                 | （賞制定前につき無し）       |
| 22         | 2013年8月3 - 4日   | 伊東城ケ崎（静岡県）     | 多治見西（岐阜県）         | 昭和薬大附（沖縄県）         | 小津（高知県）         | 首里（沖縄県）             | 奈良北（奈良）           | （賞制定前につき無し）       |
| 23         | 2014年8月2 - 3日   | 大宮南（埼玉県）         | 高知商（高知県）           | 栃木女子（栃木県）           | 京都精華女子（京都府） | 桐光（神奈川県）           | 岡豊（高知）             | （賞制定前につき無し）       |
| 24         | 2015年8月1 - 2日   | 弘前実業（青森県）       | 京都芸術（京都府）         | みえ夢学園（三重県）         | 豊明（愛知県）         | 明和（愛知県）             | 多治見西（岐阜）         | （賞制定前につき無し）       |
| 25         | 2016年8月6 - 7日   | 伊東城ケ崎（静岡県）     | 豊明（愛知県）             | 宇都宮文星女子（栃木県）     | 明徳義塾（高知県）     | 弘前実業（青森県）         | 武田（広島）             | 京都文教（京都府）           |
| 26         | 2017年8月5 - 6日   | 全南芸術（韓国           | 北海道芸術福岡SC（福岡県） | 栃木女子（栃木県）           | 高知商（高知県）       | 黒石商（青森県）           | 山形西（山形）           | 宇都宮中央女（栃木県）       |
| 27         | 2018年8月4 - 5日   | 高知商（高知県）         | 伊東城ケ崎（静岡県）       | 岡山芳泉（岡山県）           | 土佐女子（高知県）     | 栃木（栃木県）             | 東北生活文化大付（宮城） | 栃木（栃木県）               |
| 28         | 2019年8月3 - 4日   | 宇都宮文星女子（栃木県） | 豊明（愛知県）             | 京都精華学園（京都府）       | 黒石商（青森県）       | 東北生活文化大付（宮城県） | 善通寺第一（香川）       | 那覇工（沖縄県）             |
| オンライン | 2020年             | 四條畷（大阪）           | 吉井（群馬）               |                              |                        |                            |                          |                              |
| 30         | 2021年8月6 - 7日   | 宇都宮文星女子（栃木県） | 高知商（高知県）           | 富山第一（富山県）           | 新居浜工業（愛媛県）   | 高岡龍谷（富山県）         | 京都精華学園（京都）     | 新居浜工業（愛媛）           |
| 31         | 2022年7月30 - 31日 | 全南女子（韓国）         | 栃木女子（栃木県）         | あいち造形デザイン（愛知県） | 豊明（愛知県）         | 多治見西（岐阜県）         | 大府東（愛知）           | 国際アート＆デザイン（福島） |
| 32         | 2023年8月5 - 6日   | 米子（鳥取県）           | 岡山芳泉（岡山県）         | 東北生活文化大付（宮城県）   | 高知商業（高知県）     | 大田原東（栃木県）         | 京都精華学園（京都）     | 黒石（青森）                 |
| 33         | 2024年8月3 - 4日   | 高岡龍谷（富山県）       | 土佐（高知県）             | 米子（鳥取県）               | 豊明（愛知県）         | 箕面自由学園（大阪府）     | 伊豆伊東（静岡）         | 開志学園（新潟）             |
| 34         | 2025年8月2 - 3日   | 規定違反により該当なし   | 矢板東（栃木県）           | 東北生活文化大付（宮城県）   | 高知商業（高知県）     | 矢板東（栃木県）           | 開志学園（新潟）         |                              |

## 副賞
- [最優秀賞]　賞状／盾／メダル／30万円／コピックスケッチセット／水彩色鉛筆セット／色鉛筆セット／CLIPSTUDIO PAINT EX3個

- [第2位]　賞状／盾／メダル／20万円／コピックスケッチセット／水彩色鉛筆セット／色鉛筆セット／CLIPSTUDIO PAINT EX2個

- [第3位]　賞状／盾／メダル／10万円／コピックスケッチセット／水彩色鉛筆セット／色鉛筆セット／CLIPSTUDIO PAINT EX1個

- [審査員長賞]　賞状／盾／5万円

- [まんが王国・土佐推進協議会会長賞]　賞状／盾／5万円

- [三菱電機賞]　賞状／盾／空気清浄機

- [全日空賞]　賞状／盾／ANA旅行券5万円分／全日空グッズ

- [高知県市町村振興協会賞]　賞状／盾／高知県の美味しいものの詰め合わせ

- [高知県高等学校文化連盟会長賞]　賞状／盾／図書カード1万円分

- [帯屋町賞]　賞状／盾／3万円

- [ゲスト審査員賞]　賞状／ゲスト審査員のサイン色紙

- [やなせたかし賞]　賞状／10万円／アンパンマングッズ

- [ebookjapan賞]　賞状／ebookクーポン10万円分

（2024年現在）

## 審査員

### レギュラー審査員
- 山根青鬼　（審査員長）
- くさか里樹
- Moo.念平
- ひのもとめぐる
- えすとえむ
- ちさと
- 岩神よしひろ

（2024年現在）

### ゲスト審査員
- 第31回（2022年）　藤巻忠俊・雪本愁二
- 第32回（2023年）　えすとえむ・井上淳哉
- 第33回（2024年）　とよ田みのる・藤近小梅
- 第34回（2025年）　ウラモトユウコ・鈴ノ木ユウ

※ゲスト審査員賞が制定された2022年以降を記載。

## まんが甲子園参加経験者
- 稲垣理一郎 （第3回）
- 曽山一寿 （第5回）
- 月ヶ瀬ゆりの （第6回）
- えすとえむ （第6回～8回）第7回大会では最優秀賞。
- 藤巻忠俊 （第8回）
- ひのもとめぐる （第10回）高知県高等学校文化連盟会長賞。
- タツヲ （第10回）最優秀賞。
- 木野陽 （第11回～12回）
- 村岡恵 （第12回）最優秀賞。
- 内田麻美 （第11回～12回）
- 黒田ピノ （第12回）第3位。
- 咲竹ちひろ （第14回）
- 柚木二雨 （第17回）大会でスカウト
- 佐野愛莉 （第17回）大会でスカウト。
- 藤近小梅 （第20回）大会でスカウト。
- 島崎勇輝 （第26回）三菱電機賞。
- 田中理恵 （第5回）※声優
- 佐倉紫路 （第21回）※出張編集部への持ち込み。